# BeNe League 2022/23
Die BeNe League 2022/23 war die siebte Saison der gemeinsamen höchste Eishockeyliga Belgiens und der Niederlande. Meister wurden zum ersten Mal die Bulldogs de Liège.
Die belgischen Teilnehmer der Liga spielten außerdem den belgischen Eishockeypokal aus, den die Bulldogs de Liège gewannen. Die niederländischen Teilnehmer spielten den niederländischen Eishockeypokal aus, Sieger wurde Hijs Hokij Den Haag.

## Teilnehmer
Alle acht Mannschaften der Vorsaison nahmen auch in dieser Spielzeit teil. Es nahmen je vier belgische und niederländische Mannschaften an der Liga teil.
| Mannschaft             | Platzierung 2019/20 | Heimarena                   | Kapazität |
| Eaters Geleen          | Viertelfinale       | Glanerbrook                 | 2.000     |
| Heerenveen Flyers      | Meister             | Thialf IJsstadion           | 3.500     |
| Hijs Hokij Den Haag    | Halbfinale          | De Uithof                   | 2.200     |
| HYC Herentals          | Halbfinale          | Bloso Centrum Netepark      | 1.200     |
| Chiefs Leuven          | Viertelfinale       | IJsbaan Leuven              | –         |
| Bulldogs de Liège      | Vizemeister         | Médiacité                   | 1.276     |
| Golden Sharks Mechelen | Viertelfinale       | Ice Skating Center Mechelen | –         |
| Zoetermeer Panters     | Viertelfinale       | PWA Silverdome              | 3.500     |

## Modus
In der Hauptrunde spielen die acht Mannschaften eine Doppelrunde (je zwei Hin- und Rückspiele). Alle acht Teilnehmer der Hauptrunde qualifizieren sich für die Play-offs.

## Hauptrunde
|    |                        | Sp | S  | SOT | NOT | N  | Tore    | Punkte |
| -- | ---------------------- | -- | -- | --- | --- | -- | ------- | ------ |
| 1. | Bulldogs de Liège      | 28 | 22 | 1   | 1   | 04 | 127:048 | 69     |
| 2. | Hijs Hokij Den Haag    | 28 | 17 | 1   | 3   | 07 | 118:074 | 56     |
| 3. | Heerenveen Flyers      | 28 | 15 | 4   | 1   | 8  | 111:054 | 54     |
| 4. | HYC Herentals          | 28 | 16 | 1   | 1   | 10 | 123:102 | 51     |
| 5. | Eaters Geleen          | 28 | 13 | 0   | 3   | 12 | 112:111 | 42     |
| 6. | Chiefs Leuven          | 28 | 07 | 1   | 2   | 18 | 082:157 | 25     |
| 7. | Mechelen Golden Sharks | 28 | 05 | 3   | 2   | 18 | 085:129 | 23     |
| 8. | Zoetermeer Panters     | 28 | 03 | 3   | 1   | 21 | 072:155 | 16     |

Abkürzungen: Sp = Spiele, S = Sieg in regulärer Spielzeit (3 Punkte), SOT = Sieg nach Verlängerung oder Penaltyschießen (2 Punkte), NOT = Niederlagen nach Verlängerung oder Penaltyschießen (1 Punkt), N = Niederlagen in regulärer Spielzeit (0 Punkte)

Erläuterungen: Play-off-Teilnahme.

## Play-offs
In den Playoffs traf das bestgesetzte Team immer jeweils auf das schlechtgesetzte Team. Die Setzliste erfolgte nach der Tabellenplatzierung der Hauptrunde. Alle Runden wurde im Modus best-of-three gespielt.
| Viertelfinale | Viertelfinale          | Viertelfinale     |   |                     | Halbfinale | Halbfinale | Halbfinale |  |  | Finale | Finale | Finale |
|               |                        |                   |   |                     |            |            |            |  |  |        |        |        |
| 1             | Bulldogs de Liège      | 2                 |   |                     |            |            |            |  |  |        |        |        |
| 8             | Zoetermeer Panters     | 0                 |   |                     |            |            |            |  |  |        |        |        |
| 8             | Zoetermeer Panters     | 0                 | 1 | Bulldogs de Liège   | 2          |            |            |  |  |        |        |        |
|               |                        |                   | 1 | Bulldogs de Liège   | 2          |            |            |  |  |        |        |        |
|               | 4                      | HYC Herentals     | 0 |                     |            |            |            |  |  |        |        |        |
| 4             | 4                      | HYC Herentals     | 0 | HYC Herentals       | 2          |            |            |  |  |        |        |        |
| 4             |                        |                   |   | HYC Herentals       | 2          |            |            |  |  |        |        |        |
| 5             | Eaters Geleen          | 0                 |   |                     |            |            |            |  |  |        |        |        |
| 5             | Eaters Geleen          | 0                 | 1 | Bulldogs de Liège   | 3          |            |            |  |  |        |        |        |
|               |                        |                   |   | Bulldogs de Liège   | 3          |            |            |  |  |        |        |        |
|               | 3                      | Heerenveen Flyers | 1 |                     |            |            |            |  |  |        |        |        |
| 2             | 3                      | Heerenveen Flyers | 1 | Hijs Hokij Den Haag | 2          |            |            |  |  |        |        |        |
| 2             |                        |                   |   | Hijs Hokij Den Haag | 2          |            |            |  |  |        |        |        |
| 7             | Mechelen Golden Sharks | 0                 |   |                     |            |            |            |  |  |        |        |        |
| 7             | Mechelen Golden Sharks | 0                 | 2 | Hijs Hokij Den Haag | 0          |            |            |  |  |        |        |        |
|               |                        |                   | 2 | Hijs Hokij Den Haag | 0          |            |            |  |  |        |        |        |
|               | 3                      | Heerenveen Flyers | 2 |                     |            |            |            |  |  |        |        |        |
| 3             | 3                      | Heerenveen Flyers | 2 | Heerenveen Flyers   | 2          |            |            |  |  |        |        |        |
| 3             |                        |                   |   | Heerenveen Flyers   | 2          |            |            |  |  |        |        |        |
| 6             | Chiefs Leuven          | 0                 |   |                     |            |            |            |  |  |        |        |        |

### Viertelfinale
| Paarung                                      | Serie | Spiel 1 | Spiel 2 | Spiel 3 |
| -------------------------------------------- | ----- | ------- | ------- | ------- |
| Bulldogs de Liège – Zoetermeer Panters       | 2-0   | 5:2     | 9:1     | -       |
| Hijs Hokij Den Haag – Mechelen Golden Sharks | 2-0   | 5:1     | 5:2     | -       |
| Heerenveen Flyers – Chiefs Leuven            | 2-0   | 6:1     | 4:1     | -       |
| HYC Herentals – Eaters Geleen                | 2-0   | 8:4     | 5:4     | -       |

### Halbfinale
| Paarung                                 | Serie | Spiel 1 | Spiel 2 | Spiel 3 |
| --------------------------------------- | ----- | ------- | ------- | ------- |
| Bulldogs de Liège – HYC Herentals       | 2-0   | 4:2     | 3:1     | -       |
| Hijs Hokij Den Haag – Heerenveen Flyers | 0-2   | 1:2     | 2:3     | -       |

### Finale
| Paarung                               | Serie | Spiel 1 | Spiel 2 | Spiel 3 | Spiel 4 |
| ------------------------------------- | ----- | ------- | ------- | ------- | ------- |
| Bulldogs de Liège – Heerenveen Flyers | 3-1   | 0:2     | 3:1     | 4:3     | 3:0     |

In der Neuauflage des Vorjahres finales konnten sich die Buldoggen aus Lüttich erstmalig zum Meister krönen. Die nationalen Meisterschaften entfielen, da sich aus jedem Land ein Team für das Finale qualifizierte und damit die Meister feststanden.